# Сантьягу (Алкасер-ду-Сал)
Сантья́гу (порт. Santiago) — город и район в Португалии, входит в округ Сетубал. Является составной частью муниципалитета Алкасер-ду-Сал. По старому административному делению входил в провинцию Байшу-Алентежу. Входит в экономико-статистический субрегион Алентежу-Литорал, который входит в Алентежу. Население составляет 4850 человек на 2001 год. Занимает площадь 282,98 км².